# Humberto Sousa Medeiros
Humberto Sousa Medeiros (Arrifes, 6 ottobre 1915 – Boston, 17 settembre 1983) è stato un cardinale e arcivescovo cattolico portoghese.

## Biografia
Nato alle Azzorre, emigrò poi negli Stati Uniti. Il 14 aprile 1966 fu nominato vescovo di Brownsville, nel Texas. Ricevette la consacrazione episcopale il 9 giugno dello stesso anno. A Brownsville si contraddistinse per il suo lavoro instancabile in aiuto dei lavoratori migranti della zona. L'8 settembre 1970 fu promosso arcivescovo di Boston. Papa Paolo VI lo elevò al rango di cardinale nel concistoro del 5 marzo 1973. Morì a Boston il 17 settembre 1983.

## Genealogia episcopale e successione apostolica
La genealogia episcopale è:
- Cardinale Scipione Rebiba
- Cardinale Giulio Antonio Santori
- Cardinale Girolamo Bernerio, O.P.
- Arcivescovo Galeazzo Sanvitale
- Cardinale Ludovico Ludovisi
- Cardinale Luigi Caetani
- Cardinale Ulderico Carpegna
- Cardinale Paluzzo Paluzzi Altieri degli Albertoni
- Papa Benedetto XIII
- Papa Benedetto XIV
- Papa Clemente XIII
- Cardinale Bernardino Giraud
- Cardinale Alessandro Mattei
- Cardinale Pietro Francesco Galleffi
- Cardinale Giacomo Filippo Fransoni
- Cardinale Carlo Sacconi
- Cardinale Edward Henry Howard
- Cardinale Mariano Rampolla del Tindaro
- Cardinale Rafael Merry del Val
- Cardinale Giovanni Vincenzo Bonzano
- Arcivescovo John Gregory Murray
- Vescovo James Louis Connolly
- Cardinale Humberto Sousa Medeiros

La successione apostolica è:
- Vescovo Joseph Francis Maguire (1972)
- Vescovo Lawrence Joseph Riley (1972)
- Vescovo Thomas Vose Daily (1975)
- Vescovo John Michael D'Arcy (1975)
- Vescovo John Joseph Mulcahy (1975)
- Vescovo Joseph John Ruocco (1975)
- Vescovo Daniel Anthony Hart (1976)
- Arcivescovo Alfred Clifton Hughes (1981)